# ولاسه (لسکوواتس)
ولاسه (به صربی: Vlase) یک منطقهٔ مسکونی در صربستان است که در لسکواس واقع شده‌است. ولاسه ۵۸۴ نفر جمعیت دارد.